# Super Sanremo 96
Sanremo 96 è una compilation pubblicata dall'etichetta discografica BMG Ricordi/RTI Music nel febbraio 1996.
Si tratta di uno dei due album contenenti brani partecipanti al Festival di Sanremo 1996.
Dei 16 brani, 6 sono stati eseguiti durante la manifestazione da artisti della sezione "Campioni", uno da un interprete aspirante all'ammissione nello stesso gruppo, 6 da artisti della sezione "Nuove Proposte", 2 da ospiti, uno dalla conduttrice del Dopofestival.
Nella copertina, priva di immagini o disegni, vengono citati 8 degli interpreti dei brani contenuti.

## Tracce
1. Aleandro Baldi e Marco Guerzoni - Soli al bar
2. Neri per Caso - Mai più sola
3. Elio e le Storie Tese - La terra dei cachi
4. Michele Zarrillo - L'elefante e la farfalla
5. Federico Salvatore - Sulla porta
6. Alessandro Errico - Il grido del silenzio
7. Syria - Non ci sto
8. O.R.O. - Quando ti senti sola
9. Paola Turci - Volo così
10. Leandro Barsotti - Lasciarsi amare
11. Adriana Ruocco - Sarò bellissima
12. Petra Magoni - E ci sei
13. Mara - Non è amore
14. Take That - Every Guy
15. Kenny G - Forever in Love
16. Ambra - Ti stravoglio